# Komisija za poslovnik Državnega zbora Republike Slovenije
Komisija za poslovnik je stalna komisija Državnega zbora Republike Slovenije.

## Delovanje
»Komisija obravnava predlog poslovnika državnega zbora in predlog poslovnika o parlamentarni preiskavi ter njune spremembe in dopolnitve, spremlja uresničevanje tega poslovnika in poslovnika o parlamentarni preiskavi. ter poda obrazložitev omenjenih dveh poslovnikov. Prav tako komisija obravnava pobude za spremembe in dopolnitve poslovnika državnega zbora in poslovnika o parlamentarni preiskavi, daje na pobudo poslancev ali delovnih teles mnenje o skladnosti drugih aktov državnega zbora in njegovih delovnih teles, ki urejajo vprašanja organizacije in dela državnega zbora in njegovih delovnih teles s tem poslovnikom, ter opravlja druge zadeve, določene s tem poslovnikom.«
Delovanje komisije je določeno v Poslovniku državnega zbora:
Komisija za poslovnik:
- obravnava predlog poslovnika državnega zbora in predlog poslovnika o parlamentarni preiskavi ter njune spremembe in dopolnitve,
- spremlja uresničevanje tega poslovnika in poslovnika o parlamentarni preiskavi,
- daje razlago tega poslovnika in poslovnika o parlamentarni preiskavi,
- obravnava pobude za spremembe in dopolnitve tega poslovnika in poslovnika o parlamentarni preiskavi,
- daje na pobudo poslancev ali delovnih teles mnenje o skladnosti drugih aktov državnega zbora in njegovih delovnih teles, ki urejajo vprašanja organizacije in dela državnega zbora in njegovih delovnih teles, s tem poslovnikom,
- opravlja druge zadeve, določene s tem poslovnikom.— 37. člen

## Sestava
1. državni zbor Republike Slovenije
- izvoljena: 23. februar 1993
- predsednik: Miran Potrč (do 22. junija 1995), Ciril Ribičič (od 22. junija 1995)
- podpredsednik: Miroslav Mozetič
- člani: Tone Anderlič, Roberto Battelli, Janez Jančar, Zmago Jelinčič, Franc Lipoglavšek, Anton Peršak, Matjaž Peskar (25. april 1995-19. julij 1996), Peter Petrovič (6. oktober 1994-25. april 1995), Ignac Polajnar, Miran Potrč (od 22. junija 1995), Žarko Pregelj, Vitograd Pukl, Ciril Ribičič (od 22. junija 1995), Marjan Stanič (do 6. oktobra 1994), Jožef Školč (do 6. oktobra 1994), Jadranka Šturm-Kocjan, Zoran Thaler (od 12. septembra 1996), Vladimir Topler, Franc Zagožen

2. državni zbor Republike Slovenije
- izvoljena: 16. januar 1997
- predsednik: Ciril Ribičič
- podpredsednik: Josip Bajc
- člani: Anton Anderlič, Roberto Battelli, Igor Bavčar (do 25. novembra 1997]]), Richard Beuermann (od 29. januarja 1998), Vladimir Čeligoj, Anton Delak, Zmago Jelinčič, Mirko Kaplja (od 15. maja 1997), Branko Kelemina, Darja Lavtižar Bebler, Miroslav Mozetič, Rudolf Petan, Ciril Metod Pungartnik (do 15. maja 1997), Branko Tomažič, Franc Zagožen
- funkcija člana: Richard Beuermann (od 25. novembra 1997]] do 29. januarja 1998)

3. državni zbor Republike Slovenije
- izvoljena: 21. november 2000
- predsednik: Bojan Kontič
- podpredsednik: Dušan Vučko
- člani: Anton Anderlič, Richard Beuermann, Slavko Petan, Silva Črnugelj, Janez Podobnik, Jožef Bernik, Anton Delak, Sašo Peče, Igor Štemberger, Roberto Battelli

4. državni zbor Republike Slovenije
- izvoljena: ?
- predsednik: Bojan Kontič
- podpredsednik: Dimitrij Kovačič
- člani: Anton Anderlič, Stanislav Brenčič, Branko Grims, Mojca Kucler Dolinar, Matjaž Švagan